# Menschenkind
Menschenkind (Originaltitel: Beloved) ist ein US-amerikanisches Filmdrama aus dem Jahr 1998. Regie führte Jonathan Demme, der auch den Film mitproduzierte. Das Drehbuch schrieben Akosua Busia, Richard LaGravenese und Adam Brooks anhand des gleichnamigen Romans von Toni Morrison.

## Handlung
Die Handlung beginnt kurze Zeit nach dem Sezessionskrieg in Cincinnati. Die ehemalige Sklavin Sethe sieht in ihren Visionen einen Geist. Etwas später ziehen ihre zwei Söhne weg und kehren nie zurück.
Zehn Jahre später wohnt Sethe gemeinsam mit ihrer Tochter Denver. Sie lädt Paul D Garner zu sich ein, der einst auf jener Plantage arbeitete, von der sie vor Jahren geflohen ist, nachdem sie geschlagen wurde. Später taucht eine Frau auf, die als Menschenkind bezeichnet wird. Sie freundet sich nach einem Streit mit Denver an. Menschenkind offenbart, sie sei von einer anderen Welt. Sethe hält sie für eine Reinkarnation ihrer vor Jahren verstorbenen Tochter.
Einige Monate später wird Menschenkind von Paul D schwanger. Sethe erleidet einen Nervenzusammenbruch und verliert ihre Arbeit. Menschenkind verschwindet. Paul D verspricht Sethe, gemeinsam mit Denver für sie zu sorgen.

## Kritiken
Das Lexikon des internationalen Films schrieb, der Film zeige „in fantastischen und poetischen Bildern die seelischen und körperlichen Verwundungen der Opfer der Sklaverei“. Sein „Umgang mit Gegenwartshandlung und Rückblenden, die die Erinnerung der Hauptfiguren illustrieren“ sei „virtuos“. Der Film treffe „den subtilen Ton der Vorlage“, die er „zu einer spannenden Kinohandlung“ verdichte. Er zeige die Ereignisse nicht chronologisch, sondern ähnele „in seinen Erinnerungsfetzen und unverarbeiteten Bruchstücken der Vergangenheit einem Albtraum mit manchmal erschreckenden, aber auch ikonenhaften Bildern“.
Die Zeitschrift Cinema schrieb, der Regisseur halte sich „allzu sklavisch an die Romanvorlage“. Er finde „für die Ansammlung von Ausnahmezuständen keine andere Sprache als endloses Schreien und Weinen bis zur Beliebigkeit“. Der Film übernehme den „magischen Realismus des Buches“, aber wisse „nichts anderes mit dem schier Unmöglichen anzufangen, als die Geister von der Kette zu lassen und alles mit symbolischer Bedeutungswut auszustatten“.

## Auszeichnungen
Colleen Atwood wurde im Jahr 1999 in der Kategorie Bestes Kostümdesign für den Oscar nominiert. Kimberly Elise gewann im Jahr 1999 den Golden Satellite Award. Zu den sieben Nominierungen für den gleichen Preis gehörten jene für das Drehbuch, die Filmmusik, die Kameraarbeit, die Kostüme und die Darstellung von Thandie Newton.
Danny Glover gewann im Jahr 1999 den Image Award. Der Film als Bester Film, Oprah Winfrey, Kimberly Elise, Thandie Newton und Beah Richards wurden für den gleichen Preis nominiert. Der Film, das Drehbuch, Danny Glover, Oprah Winfrey und Kimberly Elise wurden 1999 für den Black Film Award nominiert. Kimberly Elise erhielt 1999 als Vielversprechendste Schauspielerin den Chicago Film Critics Association Award; sie wurde als Beste Nebendarstellerin wie auch der Kameramann Tak Fujimoto für den gleichen Preis nominiert. Colleen Atwood wurde 1999 für den Costume Designers Guild Award nominiert.

## Hintergründe
Der Film wurde in Philadelphia, im Landis Valley Museum (in Lancaster, Pennsylvania), in New Castle (Delaware) und in Fair Hill (Maryland) gedreht. Seine Produktionskosten betrugen schätzungsweise 53 Millionen US-Dollar. Der Film spielte in den Kinos der USA ca. 22,85 Millionen US-Dollar ein.